# Вирица
Вирица (рус. Вы́рица) насељено је место са административним статусом варошице (рус. посёлок городского типа) на северозападу европског дела Руске Федерације. Налази се у западном делу Лењинградске области и административно припада Гатчињском рејону.
Према проценама националне статистичке службе за 2015. у вароши је живело 12.493 становника.
Статус насеља урбаног типа, односно варошице носи од 1938. године.

## Географија
Вирица је смештена у источном делу Гатчињског рејона, на обалама реке Оредеж. Налази се на око 32 километра југоисточно од административног центра рејона Гатчине, и на око 84 километра јужно од историјског центра Санкт Петербурга.
Код вароши се налази и мање вештачко Виричко језеро (на реци Оредеж).
Варошица је друмским саобраћајницама повезана са Гатчином, Волосовом, Тосном и Павловском.

## Историја
У писаним изворима насеље се први пут помиње на карти Ингерманландије Августа Бергенхајма из 1676. године, као село Веректа (карта је састављена према шведским документима, те отуда шведски назив Werektca). На шведској карти провинције Ингерманландије из 1704. године насеље је означено као село Дорница (швед. Duårnitza).
Као село Виресица (рус. Выресица) први пут се помиње 1844. године на карти западних делова Русије, Ф. Ф. Шуберта. Према подацима из 1838. у селу су живела укупно 83 становника (34 мушкарца и 49 жена).
Средином 19. века земља западно од савременог насеља називана је „Књажевом долином”, пошто су се ту налазила имања књажева из породице Витгенштајн. Савремено насеље настало је почетком 20. века спајањем неколико мањих околних насеља, а 1906. отворене су и прва сеоска школа и железничка станица. Прва црква у насељу подигнута је 1908. године, могла је да прими око 1.500 верника и била је посвећена светим апостолима Петру и Павлу. Пет година касније саграђена је и црква посвећена чудотворној Казањској икони Мајке Божије (саграђена у класичном руском стилу). Према подацима из 1913. године, село Вирицу је чинило 27 домаћинстава..
Године 1925. Вирица је добила званичан административни статус одмаралишта, а одлуком Президијума врховног совјета Русије од 27. новембра 1938. године добија званичан административни статус радничке варошице.
Према подацима из 1935. године, у ансељу је живело 5.430 становника. Током Другог светског рата насеље је било под окупацијом фашистичких јединица.

## Демографија
Према подацима са пописа становништва 2010. у вароши су живела 11.884 становника, док је према проценама националне статистичке службе за 2015. варошица имала 12.493 становника.
| 1939.  | 1959.  | 1970.  | 1979.  | 1989.  | 2002.  | 2010.  | 2015.  |
| ------ | ------ | ------ | ------ | ------ | ------ | ------ | ------ |
| 11,497 | 13,669 | 14,554 | 13,637 | 12,656 | 11,163 | 11,884 | 12,493 |